# La leggenda del calcio d'acciaio
La leggenda del calcio d'acciaio (The Bodyguard) è un film del 2016 diretto da Yue Song.

## Trama
Wu-Lin non è solo un uomo normale, è anche il successore di un'antica scuola (Il calcio d'acciaio). Dopo la morte del maestro, Wu-Lin decide di lasciare il paese per andare in Città, decide di  cercare suo fratello Jiang Li. il padre di Fei-Fei ha scelto Wu-Lin come guardia del corpo di sua figlia, Fei-Fei inizialmente non accetta che Wu-Lin sia la sua guardia del corpo, presto però un gruppo di mafiosi guidati da Jiang Li tentano di rapire Fei-Fei, Wu-Lin è costretto a combattere da solo contro tutti gli scagnozzi di Jiang Li, Wu-Lin viene incatenato e sotterrato ancora vivo, Wu-Lin però riesce a sopravvivere si toglie le scarpe di ferro ed è pronto per riavere la sua vendetta verso Jiang Li.

## Distribuzione
Il film è uscito in Italia il 29 settembre 2016 in DVD e Blu-Ray distribuito dalla Blue Swan Entertainment.